# Estonia na Letnich Igrzyskach Olimpijskich 2012
Estonię na Letnich Igrzyskach Olimpijskich 2012 reprezentowało 32 zawodników: 23 mężczyzn i 9 kobiet. Był to jedenasty start reprezentacji Estonii na letnich igrzyskach olimpijskich.

## Zdobyte medale
| Medal  | Zawodnik    | Dyscyplina    | Konkurencja                                 | Rezultat                                              |
| ------ | ----------- | ------------- | ------------------------------------------- | ----------------------------------------------------- |
| Srebro | Heiki Nabi  | Zapasy        | styl klasyczny kategoria do 120 kg mężczyzn | w finale przegrał z Kubańczykiem Mijaínem Lópezem 3:0 |
| Brąz   | Gerd Kanter | Lekkoatletyka | rzut dyskiem mężczyzn                       | 68,03 m                                               |

## Skład kadry

### Badminton
Mężczyźni
| Zawodnik  | Konkurencja    | Faza grupowa            | Faza grupowa      | Faza grupowa      | Faza grupowa | Eliminacje        | Ćwierćfinał       | Półfinał          | Finał             | Finał   |
| Zawodnik  | Konkurencja    | Przeciwnik Punkty       | Przeciwnik Punkty | Przeciwnik Punkty | Miejsce      | Przeciwnik Punkty | Przeciwnik Punkty | Przeciwnik Punkty | Przeciwnik Punkty | Miejsce |
| --------- | -------------- | ----------------------- | ----------------- | ----------------- | ------------ | ----------------- | ----------------- | ----------------- | ----------------- | ------- |
| Raul Must | gra pojedyncza | Michael Lahnsteiner 2-0 | Simon Santoso 0-2 |                   | 2.           | → Nie awansował   | → Nie awansował   | → Nie awansował   | → Nie awansował   | 17.     |

### Judo
Mężczyźni
| Zawodnik     | Konkurencja | 1/32             | 1/16                     | 1/8              | Ćwierćfinał      | Półfinał         | Pierwsza runda repasaży | Półfinał repasaży | Finał            | Finał   |
| Zawodnik     | Konkurencja | Przeciwnik Wynik | Przeciwnik Wynik         | Przeciwnik Wynik | Przeciwnik Wynik | Przeciwnik Wynik | Przeciwnik Wynik        | Przeciwnik Wynik  | Przeciwnik Wynik | Pozycja |
| ------------ | ----------- | ---------------- | ------------------------ | ---------------- | ---------------- | ---------------- | ----------------------- | ----------------- | ---------------- | ------- |
| Martin Padar | +100 kg     |                  | Oscar Braison 0001- 1000 | → Nie awansował  | → Nie awansował  | → Nie awansował  | → Nie awansował         | → Nie awansował   | → Nie awansował  | 17.     |

### Kolarstwo

#### Kolarstwo szosowe
| Zawodnik     | Konkurencja                    | Czas    | Pozycja |
| ------------ | ------------------------------ | ------- | ------- |
| Rene Mandri  | wyścig ze startu wspólnego (m) | 5:46:37 | 50.     |
| Grete Treier | jazda indywidualna na czas (k) | 3:35:56 | 17.     |

### Lekkoatletyka
Mężczyźni
Konkurencje biegowe
| Zawodnik    | Konkurencja        | Eliminacje | Eliminacje | Ćwierćfinał     | Ćwierćfinał     | Półfinał        | Półfinał        | Finał           | Finał           |
| Zawodnik    | Konkurencja        | Wynik      | Miejsce    | Wynik           | Miejsce         | Wynik           | Miejsce         | Wynik           | Miejsce         |
| ----------- | ------------------ | ---------- | ---------- | --------------- | --------------- | --------------- | --------------- | --------------- | --------------- |
| Rasmus Mägi | 400 m przez płotki | 50,05      | 5.         | → Nie awansował | → Nie awansował | → Nie awansował | → Nie awansował | → Nie awansował | → Nie awansował |
| Marek Niit  | 100 m              | 10,40      | 7.         | → Nie awansował | → Nie awansował | → Nie awansował | → Nie awansował | → Nie awansował | → Nie awansował |
| Marek Niit  | 200 m              | 21,82      | 6.         | → Nie awansował | → Nie awansował | → Nie awansował | → Nie awansował | → Nie awansował | → Nie awansował |

Konkurencje techniczne
| Zawodnik           | Konkurencja    | Kwalifikacje | Kwalifikacje | Finał           | Finał           |
| Zawodnik           | Konkurencja    | Wynik        | Miejsce      | Wynik           | Miejsce         |
| ------------------ | -------------- | ------------ | ------------ | --------------- | --------------- |
| Gerd Kanter        | rzut dyskiem   | 66,39        | 1.           | 68,03           | brąz            |
| Märt Israel        | rzut dyskiem   | 60,34        | 25.          | → Nie awansował | → Nie awansował |
| Aleksander Tammert | rzut dyskiem   | 60,20        | 27.          | → Nie awansował | → Nie awansował |
| Raigo Toompuu      | pchnięcie kulą | 18,91        | 30.          | → Nie awansował | → Nie awansował |
| Risto Mätas        | rzut oszczepem | 78,56        | 21.          | → Nie awansował | → Nie awansował |

Kobiety
Konkurencje biegowe
| Zawodnik     | Konkurencja | Eliminacje | Eliminacje | Ćwierćfinał | Ćwierćfinał | Półfinał | Półfinał | Finał   | Finał   |
| Zawodnik     | Konkurencja | Wynik      | Miejsce    | Wynik       | Miejsce     | Wynik    | Miejsce  | Wynik   | Miejsce |
| ------------ | ----------- | ---------- | ---------- | ----------- | ----------- | -------- | -------- | ------- | ------- |
| Evelin Talts | maraton     |            |            |             |             |          |          | 2:54:15 | 103.    |

Konkurencje techniczne
| Zawodniczka      | Konkurencja | Kwalifikacje | Kwalifikacje | Finał            | Finał            |
| Zawodniczka      | Konkurencja | Wynik        | Miejsce      | Wynik            | Miejsce          |
| ---------------- | ----------- | ------------ | ------------ | ---------------- | ---------------- |
| Anna Iljuštšenko | skok wzwyż  | 1,90         | 15.          | → Nie awansowała | → Nie awansowała |

| Zawodniczka  | Konkurencja | Konkurencja                | Wyniki  | Punkty | Miejsce |
| ------------ | ----------- | -------------------------- | ------- | ------ | ------- |
| Grit Šadeiko | siedmiobój  | bieg na 100 m przez płotki | 13,50   | 1050   | 20.     |
| Grit Šadeiko | siedmiobój  | skok wzwyż                 | 1,74    | 903    | 26.     |
| Grit Šadeiko | siedmiobój  | pchnięcie kulą             | 12,43   | 690    | 30.     |
| Grit Šadeiko | siedmiobój  | bieg 200 m                 | 24,25   | 957    | 26.     |
| Grit Šadeiko | siedmiobój  | skok w dal                 | 6,11    | 883    | 21.     |
| Grit Šadeiko | siedmiobój  | rzut oszczepem             | 44,12   | 747    | 22.     |
| Grit Šadeiko | siedmiobój  | bieg na 800 m              | 2:23,01 | 783    | 23.     |
| Grit Šadeiko | siedmiobój  | Finał                      |         | 6013   | 23.     |

### Łucznictwo
| Zawodnik     | Konkurencja       | Runda rankingowa | Runda rankingowa | 1/32                   | 1/16             | 1/8              | Ćwierćfinały     | Półfinały        | Finał            | Finał   |
| Zawodnik     | Konkurencja       | Wynik            | Seed             | Przeciwnik Wynik       | Przeciwnik Wynik | Przeciwnik Wynik | Przeciwnik Wynik | Przeciwnik Wynik | Przeciwnik Wynik | Pozycja |
| ------------ | ----------------- | ---------------- | ---------------- | ---------------------- | ---------------- | ---------------- | ---------------- | ---------------- | ---------------- | ------- |
| Reena Pärnat | indywidualnie (k) | 621              | 52.              | Alejandra Valencia 1-7 | → Nie awansowała | → Nie awansowała | → Nie awansowała | → Nie awansowała | → Nie awansowała | 33.     |

### Pływanie
Mężczyźni
| Zawodnik         | Konkurencja     | Eliminacje | Eliminacje | Półfinał        | Półfinał        | Finał           | Finał           |
| Zawodnik         | Konkurencja     | Czas       | Miejsce    | Czas            | Miejsce         | Czas            | Miejsce         |
| ---------------- | --------------- | ---------- | ---------- | --------------- | --------------- | --------------- | --------------- |
| Martin Liivamägi | 100m klasycznym | 1:01,57    | 29.        | → Nie awansował | → Nie awansował | → Nie awansował | → Nie awansował |
| Martin Liivamägi | 200m zmiennym   | 2:01,09    | 25.        | → Nie awansował | → Nie awansował | → Nie awansował | → Nie awansował |

Kobiety
| Zawodniczka  | Konkurencja     | Eliminacje | Eliminacje | Półfinał         | Półfinał         | Finał            | Finał            |
| Zawodniczka  | Konkurencja     | Czas       | Miejsce    | Czas             | Miejsce          | Czas             | Miejsce          |
| ------------ | --------------- | ---------- | ---------- | ---------------- | ---------------- | ---------------- | ---------------- |
| Triin Aljand | 200m motylkowym | 1:00,43    | 35.        | → Nie awansowała | → Nie awansowała | → Nie awansowała | → Nie awansowała |
| Triin Aljand | 50m dowolnym    | 25,33      | 19.        | → Nie awansowała | → Nie awansowała | → Nie awansowała | → Nie awansowała |

### Strzelectwo
Kobiety
| Zawodnik        | Konkurencja | Kwalifikacje | Kwalifikacje | Finał            | Finał            |
| Zawodnik        | Konkurencja | Wynik        | Pozycja      | Wynik            | Pozycja          |
| --------------- | ----------- | ------------ | ------------ | ---------------- | ---------------- |
| Anzela Voronova | kpn 40      | 391          | 42.          | → Nie awansowała | → Nie awansowała |
| Anzela Voronova | Kdw 60      | 576          | 31.          | → Nie awansowała | → Nie awansowała |

### Szermierka
Mężczyźni
| Zawodnik           | Konkurencja          | 1/16             | 1/8                 | Ćwierćfinały     | Półfinały        | Finał            | Finał   |
| Zawodnik           | Konkurencja          | Przeciwnik Wynik | Przeciwnik Wynik    | Przeciwnik Wynik | Przeciwnik Wynik | Przeciwnik Wynik | Pozycja |
| ------------------ | -------------------- | ---------------- | ------------------- | ---------------- | ---------------- | ---------------- | ------- |
| Nikolai Novosjolov | szpada indywidualnie |                  | Weston Kelsey 11-15 | → Nie awansował  | → Nie awansował  | → Nie awansował  | 9.      |

### Wioślarstwo
Mężczyźni
| Zawodnik                                              | Konkurencja | Eliminacje | Eliminacje | Repesaż | Repesaż | Ćwierćfinały | Ćwierćfinały | Półfinały C/D    | Półfinały C/D    | Półfinały A/B    | Półfinały A/B    | Finał C/D        | Finał C/D        | Finał A/B        | Finał A/B        | Miejsce |
| Zawodnik                                              | Konkurencja | Czas       | M.         | Czas    | M.      | Czas         | M.           | Czas             | M.               | Czas             | M.               | Czas             | M.               | Czas             | M.               | Miejsce |
| ----------------------------------------------------- | ----------- | ---------- | ---------- | ------- | ------- | ------------ | ------------ | ---------------- | ---------------- | ---------------- | ---------------- | ---------------- | ---------------- | ---------------- | ---------------- | ------- |
| Jüri-Mikk Udam Geir Suursild                          | M2x         | 6:33,88    | 4.         | 6:38,50 | 4.      |              |              | → Nie awansowali | → Nie awansowali | → Nie awansowali | → Nie awansowali | → Nie awansowali | → Nie awansowali | → Nie awansowali | → Nie awansowali | 13.     |
| Andrei Jämsä Allar Raja Tõnu Endrekson Kaspar Taimsoo | M4x         | 5:42,87    | 2.         |         |         |              |              |                  |                  | 6:07,85          | 2.               |                  |                  | 5:46,96          | 4.               | 4.      |

### Zapasy
Mężczyźni – styl klasyczny
| Zawodnik     | Konkurencja | Kwalifikacje        | 1/8                        | Ćwierćfinał      | Półfinał         | Repesaż 1        | Repesaż 2        | Finał            | Finał   |
| Zawodnik     | Konkurencja | Przeciwnik Wynik    | Przeciwnik Wynik           | Przeciwnik Wynik | Przeciwnik Wynik | Przeciwnik Wynik | Przeciwnik Wynik | Przeciwnik Wynik | Pozycja |
| ------------ | ----------- | ------------------- | -------------------------- | ---------------- | ---------------- | ---------------- | ---------------- | ---------------- | ------- |
| Ardo Arusaar | −96 kg      | Erwin Caraballo 5-0 | Cimafiej Dziejniczenka 1-2 | → Nie awansował  | → Nie awansował  | → Nie awansował  | → Nie awansował  | → Nie awansował  | 8.      |
| Heiki Nabi   | −120 kg     |                     | Joseb Czugoszwili 4-1      | Łukasz Banak 2-0 | Johan Eurén 2-1  |                  |                  | Mijaín López 0-3 | srebro  |

### Żeglarstwo
Kobiety
| Zawodnik      | Konkurencja  | Wyścig | Wyścig | Wyścig | Wyścig | Wyścig | Wyścig | Wyścig | Wyścig | Wyścig | Wyścig | Wyścig | Punkty | Finałowa pozycja |
| Zawodnik      | Konkurencja  | 1      | 2      | 3      | 4      | 5      | 6      | 7      | 8      | 9      | 10     | M*     | Punkty | Finałowa pozycja |
| ------------- | ------------ | ------ | ------ | ------ | ------ | ------ | ------ | ------ | ------ | ------ | ------ | ------ | ------ | ---------------- |
| Ingrid Puusta | RS:X         | 15     | 20     | 6      | 15     | 14     | 21     | 15     | 12     | 20     | 17     |        | 134    | 15.              |
| Anna Pohlak   | Laser Radial | 27     | 39     | 41     | 37     | 36     | 6      | 36     | 36     | 31     | 36     |        | 284    | 35.              |

Mężczyźni
| Zawodnik          | Konkurencja | Wyścig | Wyścig | Wyścig | Wyścig | Wyścig | Wyścig | Wyścig | Wyścig | Wyścig | Wyścig | Wyścig | Punkty | Finałowa pozycja |
| Zawodnik          | Konkurencja | 1      | 2      | 3      | 4      | 5      | 6      | 7      | 8      | 9      | 10     | M*     | Punkty | Finałowa pozycja |
| ----------------- | ----------- | ------ | ------ | ------ | ------ | ------ | ------ | ------ | ------ | ------ | ------ | ------ | ------ | ---------------- |
| Johannes Ahun     | RS:X        | 27     | 20     | 22     | 32     | 31     | 14     | 22     | 28     | 39     | 35     |        | 231    | 30.              |
| Karl-Martin Rammo | Laser       | 7      | 18     | 3      | 21     | 8      | 12     | 30     | 31     | 18     | 39     |        | 148    | 18.              |
| Deniss Karpak     | Finn        | 14     | 9      | 11     | 11     | 11     | 1      | 7      | 13     | 11     | 11     |        | 85     | 11.              |

M = Wyścig medalowy